# Live with Kelly and Mark
Live with Kelly and Mark é um programa americano do gênero talk show matutino apresentado atualmente por Kelly Ripa e Mark Consuelos. É produzido por Michael Gelman e exibido por meio da prática da syndication. O formato original do programa é exibido desde 1983 sob produção da WABC-TV de Nova Iorque, com diversos apresentadores que nomearam o programa durante seus respectivos períodos no ar.
Em 16 de fevereiro de 2023, foi anunciado que Ryan Seacrest, que apresentava com Kelly desde 2017, deixaria a apresentação do programa em abril do mesmo ano, com Mark Consuelos o substituindo.

## Produção
O programa é transmitido ao vivo da cidade de Nova Iorque, de segunda à sexta-feira, na faixa horária das 9:00 da manhã no Horário da Costa Leste, e gravado ou exibido com delay em outras regiões do país. Por conta da distribuição da Disney-ABC Television Group, o show é exibido, em grande parte dos territórios, por emissoras próprias e afiliadas da rede ABC, porém em alguns casos, estações afiliadas a outras redes também exibem o programa em suas respectivas cidades.

## História

### Histórico de apresentadores e versões

#### 1983 – 1988:The Morning Show
O programa teve início em 4 de abril de 1983, com apresentação de Regis Philbin e Cyndy Garvey. Inicialmente intitulado como "The Morning Show",  esta versão do programa era exibida apenas para o território da cidade de Nova Iorque e arredores, e produzido como talk show local pela WABC-TV.
Kathie Lee Johnson, juntou-se ao programa em 24 de junho de 1985, como uma substituição para a antiga apresentadora. A nova versão fez considerável sucesso, e em 1988, o programa passou a ser exibido nacionalmente por meio de syndication, e renomeado como Live! with Regis and Kathie Lee.

#### 1988 – 2000:Live! with Regis and Kathie Lee
Inicialmente, o programa manteve seu sucesso local, em transmissão nacional, e se estabeleceu como dominante em sua faixa de horário pelo país. A química entre os apresentadores era algo comumente apresentado como razão para o crescimento dos índices.
Apesar do grande sucesso, a postura de Kathie Lee concernente a escândalos envolvendo denúncias de que sua grife pessoal utilizava de mão-de-obra infantil e condições inadequadas de trabalho em países estrangeiros, e a traição de seu marido na época do programa, fizeram com que ela se tornasse um alvo de pressão midiática, e após fazer algumas participações substituindo David Letterman em outro programa, Lee optou por sair do Live!, apresentando sua última edição regular em 28 de julho de 2000.

#### 2000 – 2001:Live! with Regis
Durante o período de audições para a substituição de Kathie Lee, Philbin e o produtor executivo Gelman testaram diversas personalidades famosas da época, incluindo atrizes, cantoras, e outras apresentadoras. Como resultado dos convidados especiais e da performance solo de Regis, o público do programa aumentou em 26 por cento e o apresentador ganhou um prêmio Emmy do Daytime.

#### 2001 – 2011:Live! with Regis and Kelly
Em 5 de fevereiro de 2001, após diversas audições, foi anunciado que a atriz Kelly Ripa, na época conhecida por seu papel na soap opera General Hospital, havia sido a escolhida para substituir Kathie Lee no programa, o anúncio foi feito por Regis Philbin.
O programa fez considerável sucesso, levando-o a ganhar cinco prêmios Emmy do Daytime, incluindo um por melhor apresentação de talk show, para Philbin e Ripa.
Em 18 de janeiro de 2011, Regis Philbin anunciou sua aposentadoria, após quase 28 anos no comando da atração,seu último programa foi ao ar em 18 de novembro do mesmo ano, em uma celebração especial com convidados como Jimmy Fallon, David Letterman, sua antiga colega de trabalho Kathie Lee, entre outros.

#### 2011 – 2012:Live! with Kelly
Com a aposentadoria de Philbin, o programa foi renomeado para  Live! with Kelly. Um novo processo seletivo se iniciou para a decisão de quem seria o novo apresentador do programa entre celebridades e outras personalidades televisivas. O ator e comediante Jerry Seinfeld foi o primeiro a entrar no ar, seguido por diversos outros candidatos, entre eles o ator Neil Patrick Harris, o jornalista Anderson Cooper, e o jogador de futebol americano Michael Strahan.

#### 2012 – 2016:Live! with Kelly and Michael
No programa exibido em 4 de setembro de 2012, foi anunciado que o ex-jogador de futebol americano Michael Strahan havia sido escolhido como novo apresentador fixo ao lado de Kelly. O atleta havia começado sua carreira na televisão em 2008, como comentarista de esportes da rede Fox, após sua aposentadoria no time New York Giants.
Esta fase do programa teve grande aceitação do público, colocando o show na posição de segundo lugar entre os programas matutinos mais assistidos nos Estados Unidos, e subindo consideravelmente os índices de audiência.
Em 19 de abril de 2016, foi anunciado que Strahan seria movido, e faria parte do time de apresentadores do jornalístico Good Morning America em tempo integral, deixando um posto para a apresentação do programa mais uma vez vago.

#### 2017 – presente:Live! with Kelly and Ryan
Após mais de um ano em busca de um substituto para Michael Strahan, em 1 de maio de 2017, foi anunciado que o apresentador Ryan Seacrest havia sido contratado para a vaga, após participar cinco vezes como apresentador eventual.
Em 16 de fevereiro de 2023, Seacrest anunciou que deixaria a apresentação do Live! durante a primavera daquele ano, por motivos de locomoção para as gravações, sendo seu local primário de residência a cidade de Los Angeles, e o programa gravado em Nova Iorque. Mark Consuelos, marido de Kelly Ripa, será seu sucessor.